# Gelsted (Næstved Kommune)
 Denne artikel omhandler byen Gelsted (Næstved Kommune). Der er også andre byer med dette navn, se Gelsted.
Gelsted er en lille by på Sydsjælland med 1.164 indbyggere  (2024). Gelsted er beliggende i Herlufmagle Sogn to kilometer syd for Herlufmagle, fem kilometer vest for Fensmark og otte kilometer nord for Næstved. Byen ligger øst for Næstved-Ringsted banen, og havde fra 01.06.1924 til 1936 Søgård Trinbræt der lå hvor Søgårdsvej føres under banen. Trinbrættet er nu revet ned.Byen tilhører Næstved Kommune og er beliggende i Region Sjælland, og består hovedsageligt af parcelhuskvarterer.